# Piec szybowy

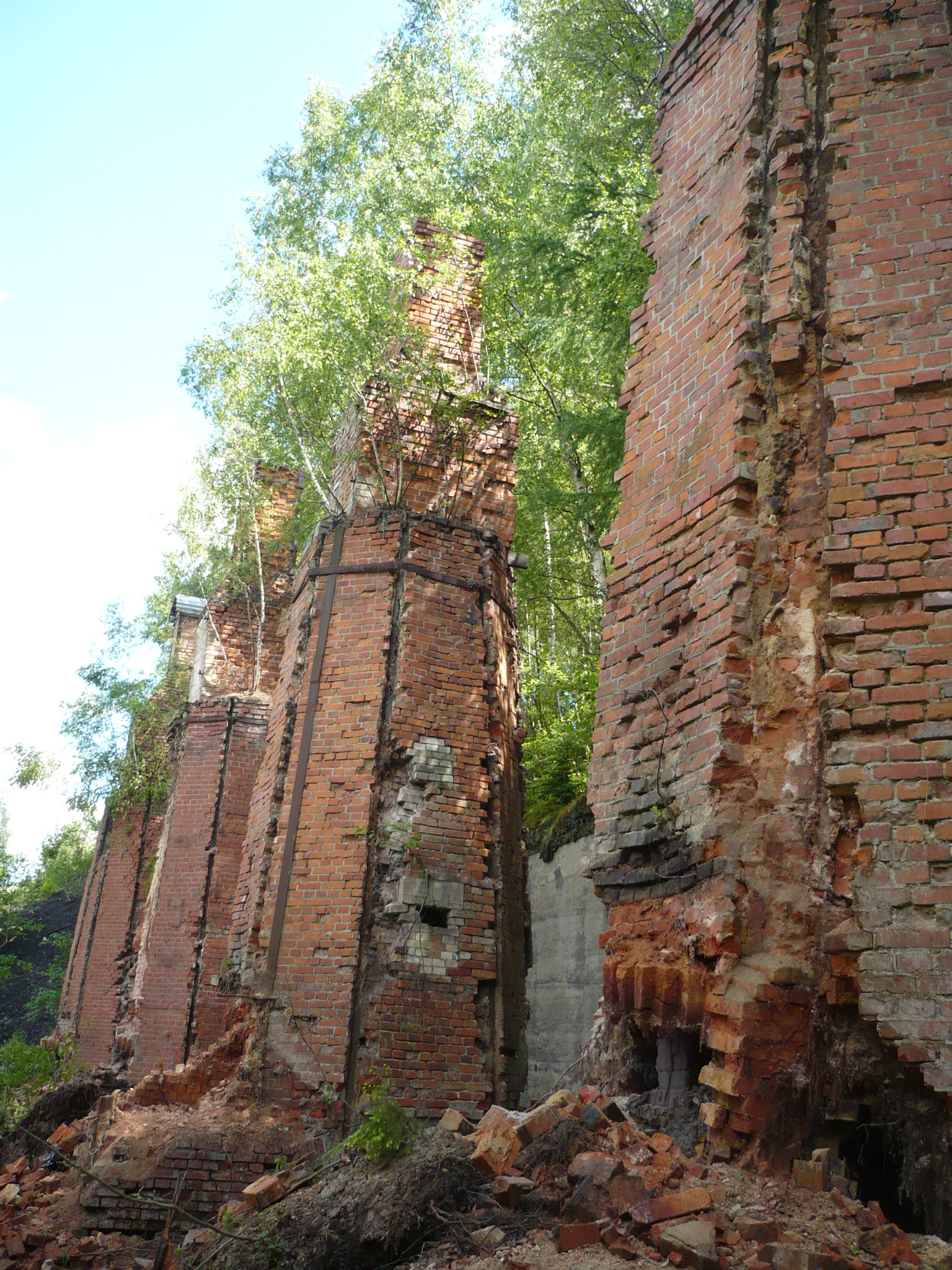
Piece szybowe w Nowej Rudzie

Piec szybowy – rodzaj pieca przemysłowego z wysoką, szybową komorą (stąd pochodzi nazwa) używanego do przetapiania materiałów. Pierwsze piece szybowe znane były już parę tysięcy lat temu - późne odmiany dymarki. Obecnie używany do wytopu metali, wypalania wapna lub przetwarzania minerałów w wysokich temperaturach. Przykładowe piece szybowe można zobaczyć na terenie pola Piast, byłej Kopalni Węgla Kamiennego Nowa Ruda.